# Arianna Huffington
Arianna Huffington, född Stasinopoúlou (grekiska Αριάννα Στασινοπούλου) den 15 juli 1950 i Aten, Grekland, är en grekisk-amerikansk författare, skådespelare, journalist och krönikör. Hon är mest känd som en av grundarna av nyhetssajten The Huffington Post. Från att ha varit en konservativ politisk kommentator övergick hon till en mer liberal hållning i slutet av 1990-talet.
Hon ställde upp som oberoende kandidat i guvernörsvalet i Kalifornien 2003 vilket vanns av Arnold Schwarzenegger.
År 1986 gifte sig hon med den republikanske politikern Michael Huffington och de har två döttrar tillsammans. År 1997 skilde sig paret.